# مجلس ایالتی زاکسن-آنهالت
مجلس ایالتی زاکسن-آنهالت بازوی قانونگذاری دولت ایالت فدرال زاکسن-آنهالت در کشور آلمان است. این مجلس در شهر ماگدبورگ پایتخت ایالت زاکسن آنهالت تشکیل جلسه می‌دهد و در حال حاضر از ۹۷ عضو از شش حزب تشکیل شده‌است. اکثریت فعلی در مجلس، ائتلافی از حزب سوسیال دموکرات، حزب دموکرات آزاد و اتحادیه دموکرات مسیحی است که از کابینه رئیس‌الوزرای ایالت راینر هازلوف حمایت می‌کند.

## ترکیب فعلی
پس از انتخابات ۶ ژوئن ۲۰۲۱، ترکیب لندتاگ به شرح زیر است:
|  | مهمانی - جشن                | صندلی‌ها |
|  | --------------------------- | ------- |
|  | اتحادیه دموکرات مسیحی (CDU) | ۴۰      |
|  | جایگزین برای آلمان          | ۲۳      |
|  | چپ (Die Linke)              | ۱۲      |
|  | حزب سوسیال دموکرات (SPD)    | ۹       |
|  | حزب دموکراتیک آزاد (FDP)    | ۷       |
|  | اتحاد ۹۰/سبزها              | ۶       |

انتخابات با استفاده از سیستم نمایندگی تناسبی، با حداقل ۵ درصد از سهم رای برای دریافت هر کرسی انجام می‌شود.

## ترکیب تاریخی

دوره اول
دوره دوم
دوره سوم.
دوره چهارم.
دوره پنجم.
دوره ششم.
دوره هفتم.